# Episodi de I Casagrande (terza stagione)
La terza stagione della serie animata I Casagrande viene trasmessa negli Stati Uniti, da Nickelodeon, dal 17 settembre 2021.
In Italia la stagione viene trasmessa dal 10 gennaio 2022 su Nickelodeon.
| n° | Titolo originale           | Titolo italiano           | Prima TV USA      | Prima TV Italia |
| -- | -------------------------- | ------------------------- | ----------------- | --------------- |
| 1  | Bend It Like Abuelo        | In campo con Abuelo       | 17 settembre 2021 | 10 gennaio 2022 |
| 1  | Bunstoppable               | I bao dei Chang           | 17 settembre 2021 | 10 gennaio 2022 |
| 2  | Squawk in the Name of Love | Lezioni di galanteria     | 8 ottobre 2021    | 11 gennaio 2022 |
| 2  | Date with Destiny          | Appuntamento col destino  | 8 ottobre 2021    | 11 gennaio 2022 |
| 3  | Curse of the Candy Goblin  | Il goblin dei dolci       | 15 ottobre 2021   | 12 gennaio 2022 |
| 4  | Skaters Gonna Hate         | La rivincita di Carlos    | 14 gennaio 2022   | 13 gennaio 2022 |
| 4  | Born to be Mild            | A prova di bulli          | 14 gennaio 2022   | 13 gennaio 2022 |
| 5  | The Bros in the Band       | Il nuovo cantante         | 21 gennaio 2022   | 14 gennaio 2022 |
| 5  | For the Record             | Il Record                 | 21 gennaio 2022   | 14 gennaio 2022 |
| 6  | 15 Candles                 | 15 candeline              | 28 gennaio 2022   | 9 maggio 2022   |
| 6  | Rook, Line, & Sinker       | Scaccomatto!              | 28 gennaio 2022   | 9 maggio 2022   |
| 7  | The Golden Curse           | Maledizione dorata        | 3 giugno 2022     | 13 maggio 2022  |
| 8  | Let's Get Ready to Rumba   | Pronti per la Rumba!      | 4 febbraio 2022   | 10 maggio 2022  |
| 8  | Perro Malo                 | Perro Malo                | 4 febbraio 2022   | 10 maggio 2022  |
| 9  | Don't Zoo That             | Aspiranti guardiani       | 11 febbraio 2022  | 11 maggio 2022  |
| 9  | Maxed Out                  | Oltre il limite           | 11 febbraio 2022  | 11 maggio 2022  |
| 10 | Skatey Cat                 | Ansia da skate            | 18 febbraio 2022  | 12 maggio 2022  |
| 10 | Weather Beaten             | Ira divina                | 25 febbraio 2022  | 12 maggio 2022  |
| 11 | Race Against the Machine   | Uomini contro macchine    | 10 giugno 2022    | 17 ottobre 2022 |
| 11 | My Fair Cat Lady           | Adelaide e i gatti        | 10 giugno 2022    | 17 ottobre 2022 |
| 12 | Survival of the Unfittest  | Sopravvivere da inesperti | 17 giugno 2022    | 18 ottobre 2022 |
| 12 | Nixed Signals              | Troppe notifiche          | 17 giugno 2022    | 18 ottobre 2022 |
| 13 | Ay Fidelity                | I commessi del rock       | 24 giugno 2022    | 19 ottobre 2022 |
| 13 | Cut the Chisme             | Niente più gossip         | 24 giugno 2022    | 19 ottobre 2022 |
| 14 | Sidekickin' Chicken        | L'aiutante di El Falcon   | 8 luglio 2022     | 20 ottobre 2022 |
| 14 | Silent Fight               | Litigio silenzioso        | 8 luglio 2022     | 20 ottobre 2022 |
| 15 | Kick Some Bot              | La gara dei robot         | 15 luglio 2022    | 21 ottobre 2022 |
| 15 | Salvador Doggy             | Lalo il pittore           | 15 luglio 2022    | 21 ottobre 2022 |
| 16 | The Wurst Job              | Lo stage                  | 29 luglio 2022    | 24 ottobre 2022 |
| 16 | The Sound of Meddle        | DJ Triangolo              | 29 luglio 2022    | 24 ottobre 2022 |
| 17 | Alpaca Lies                | Fratello Alpaca           | 5 agosto 2022     | 25 ottobre 2022 |
| 17 | Rocket Plan                | Capitan, CJ               | 5 agosto 2022     | 25 ottobre 2022 |
| 18 | Phantom Freakout           | Il fantasma della musica  | 1 luglio 2022     | 26 ottobre 2022 |
| 19 | The Oddfather              | Il padrino                | 23 settembre 2022 | 27 ottobre 2022 |
| 19 | Long Shot                  | Gran tiro!                | 23 settembre 2022 | 27 ottobre 2022 |
| 20 | Flock This Way             | Uno stormo di guai        | 30 settembre 2022 | 28 ottobre 2022 |
| 20 | Movers and Fakers          | Traslochi e bugie         | 30 settembre 2022 | 28 ottobre 2022 |